# Campeonato da Europa de Corta-Mato de 2008

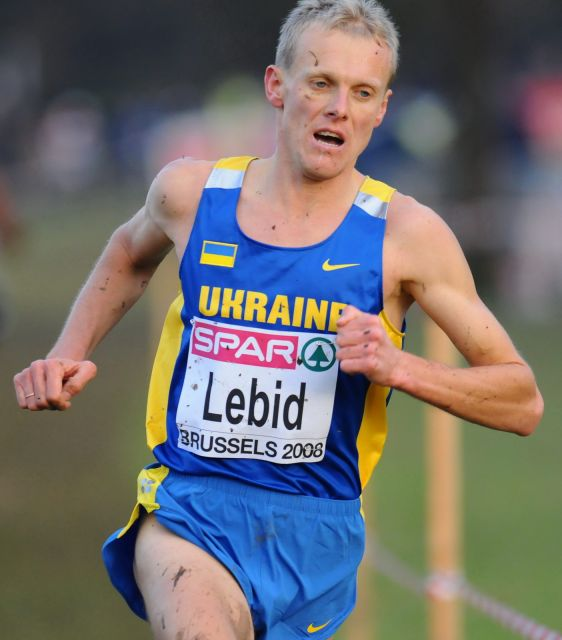
Serhiy Lebid durante o Campeonato da Europa de Corta-Mato de 2008

O Campeonato da Europa de Corta-Mato de 2008 foi a  15º edição da competição organizada pela Associação Europeia de Atletismo no dia 14 de dezembro de 2008. Teve como sede Bruxelas na Bélgica.

## Resultados
Esses foram os resultados do campeonato. 

### Sênior masculino individual 10,0 km
| Posição           | Atleta            | Tempo |
| ----------------- | ----------------- | ----- |
| Medalha de ouro   | Serhiy Lebid      | 30:49 |
| Medalha de prata  | Mo Farah          | 30:57 |
| Medalha de bronze | Mustafa Mohamed   | 31:13 |
| 4.                | Ayad Lamdassem    | 31:17 |
| 5.                | Pieter Desmet     | 31:19 |
| 6.                | Bouabdellah Tahri | 31:21 |
| 7.                | Alemayehu Bezabeh | 31:23 |
| 8.                | Rui Pedro Silva   | 31:26 |
| 9.                | Michel Butter     | 31:30 |
| 10.               | Frank Tickner     | 31:39 |
| 11.               | Mokhtar Benhari   | 31:40 |
| 12.               | Daniele Meucci    | 31:41 |

Total 77 competidores.

### Sênior masculino por equipes
| Posição           | Equipe                                                                        | Pontos |
| ----------------- | ----------------------------------------------------------------------------- | ------ |
| Medalha de ouro   | Espanha · Ayad Lamdassem · Alemayehu Bezabeh · Sergio Sánchez · Javier Guerra | 39     |
| Medalha de prata  | França · Bouabdellah Tahri · Mokhtar Benhari · Driss El Himer · James Theury  | 49     |
| Medalha de bronze | Reino Unido · Mo Farah · Frank Tickner · Michael Skinner · Lee Merrien        | 54     |
| 4.                | Itália                                                                        | 79     |
| 5.                | Bélgica                                                                       | 93     |
| 6.                | Ucrânia                                                                       | 116    |
| 7.                | Irlanda                                                                       | 129    |
| 8.                | Portugal                                                                      | 153    |

Total 12 equipes.

### Sênior feminino individual 8,0 km
| Posição           | Atleta              | Tempo |
| ----------------- | ------------------- | ----- |
| Medalha de ouro   | Hilda Kibet         | 27:45 |
| Medalha de prata  | Jessica Augusto     | 27:54 |
| Medalha de bronze | Inês Monteiro       | 28:02 |
| 4.                | Mary Cullen         | 28:04 |
| 5.                | Rosa María Morató   | 28:17 |
| 6.                | Adriënne Herzog     | 28:19 |
| 7.                | Anália Rosa         | 28:25 |
| 8.                | Hatti Dean          | 28:30 |
| 9.                | Louise Damen        | 28:33 |
| 10.               | Elena Romagnolo     | 28:39 |
| 11.               | Viktoriya Trushenko | 28:40 |
| 12.               | Gulnara Galkina     | 28:40 |

Total 64 competidores.

### Sênior feminino por equipes
| Posição           | Equipe                                                                          | Pontos |
| ----------------- | ------------------------------------------------------------------------------- | ------ |
| Medalha de ouro   | Portugal · Jessica Augusto · Inês Monteiro · Anália Rosa · Ana Dulce Félix      | 29     |
| Medalha de prata  | Reino Unido · Hatti Dean · Louise Damen · Laura Kenney · Hayley Yelling         | 49     |
| Medalha de bronze | França · Sophie Duarte · Christelle Daunay · Christine Bardelle · Maria Martins | 78     |
| 4.                | Países Baixos                                                                   | 97     |
| 5.                | Rússia                                                                          | 111    |
| 6.                | Itália                                                                          | 119    |
| 7.                | Espanha                                                                         | 127    |
| 8.                | Bélgica                                                                         | 131    |

Total 11 equipes.

### Sub-23 masculino individual 8,0 km
| Posição           | Atleta          | Tempo |
| ----------------- | --------------- | ----- |
| Medalha de ouro   | Andrea Lalli    | 24:56 |
| Medalha de prata  | Andy Vernon     | 25:04 |
| Medalha de bronze | Selim Bayrak    | 25:17 |
| 4.                | Ben Lindsay     | 25:18 |
| 5.                | Benjamin Malaty | 25:18 |
| 6.                | John Beattie    | 25:18 |
| 7.                | Keith Gerrard   | 25:21 |
| 8.                | Mourad Amdouni  | 25:22 |

Total 85 competidores.

### Sub-23 masculino por equipes
| Posição           | Equipe                                                                          | Pontos |
| ----------------- | ------------------------------------------------------------------------------- | ------ |
| Medalha de ouro   | Reino Unido · Andy Vernon · Ben Lindsay · John Beattie · Keith Gerrard          | 19     |
| Medalha de prata  | Itália · Andrea Lalli · Martin Dematteis · Bernard Dematteis · Simone Gariboldi | 42     |
| Medalha de bronze | França · Benjamin Malaty · Mourad Amdouni · Denis Mayaud · Pierrot Pantel       | 62     |
| 4.                | Polónia                                                                         | 93     |
| 5.                | Turquia                                                                         | 112    |
| 6.                | Espanha                                                                         | 119    |
| 7.                | Bélgica                                                                         | 142    |
| 8.                | Irlanda                                                                         | 151    |

Total 16 equipes.

### Sub-23 feminino individual 6,0 km
| Posição           | Atleta           | Tempo |
| ----------------- | ---------------- | ----- |
| Medalha de ouro   | Susan Kuijken    | 21:02 |
| Medalha de prata  | Sarah Tunstall   | 21:10 |
| Medalha de bronze | Yuliya Zarudneva | 21:24 |
| 4.                | Morag MacLarty   | 21:24 |
| 5.                | Ancuţa Bobocel   | 21:43 |
| 6.                | Heike Bienstein  | 21:43 |
| 7.                | Katherine Sparke | 21:47 |
| 8.                | Tatyana Shutova  | 21:49 |

Total 66 competidores.

### Sub-23 feminino por equipes
| Posição           | Equipe                                                                            | Pontos |
| ----------------- | --------------------------------------------------------------------------------- | ------ |
| Medalha de ouro   | Reino Unido · Sarah Tunstall · Morag MacLarty · Katherine Sparke · Stacey Johnson | 24     |
| Medalha de prata  | Rússia · Yuliya Zarudneva · Tatyana Shutova · Natalya Puchkova · Natalya Vlasova  | 44     |
| Medalha de bronze | Alemanha · Heike Bienstein · Ingalena Heuck · Julia Hiller · Katharina Becker     | 57     |
| 4.                | Irlanda                                                                           | 80     |
| 5.                | Espanha                                                                           | 135    |
| 6.                | França                                                                            | 137    |
| 7.                | Portugal                                                                          | 138    |
| 8.                | Itália                                                                            | 152    |

Total 11 equipes.

### Júnior masculino individual 6,0 km
| Posição           | Atleta               | Tempo |
| ----------------- | -------------------- | ----- |
| Medalha de ouro   | Florian Carvalho     | 18:42 |
| Medalha de prata  | Sondre Nordstad Moen | 18.47 |
| Medalha de bronze | Hassan Chahdi        | 18:49 |
| 4.                | Alexander Hahn       | 18:55 |
| 5.                | David Forrester      | 18:58 |
| 6.                | Hasan Pak            | 18:58 |
| 7.                | Bruno Albuquerque    | 19:08 |
| 8.                | Antonio Abadía       | 19:11 |

Total 94 competidores.

### Júnior masculino por equipes
| Posição           | Equipe                                                                                 | Pontos |
| ----------------- | -------------------------------------------------------------------------------------- | ------ |
| Medalha de ouro   | França · Florian Carvalho · Hassan Chahdi · Simon Denissel · Colin Guillard            | 50     |
| Medalha de prata  | Noruega · Sondre Nordstad Moen · Sindre Buraas · Lars Erik Malde · Henrik Ingebrigtsen | 51     |
| Medalha de bronze | Reino Unido · David Forrester · Ross Murray · Mitch Goose · Phillip Berntsen           | 52     |
| 4.                | Turquia                                                                                | 79     |
| 5.                | Espanha                                                                                | 89     |
| 6.                | Alemanha                                                                               | 93     |
| 7.                | Bélgica                                                                                | 102    |
| 8.                | Irlanda                                                                                | 169    |

Total 16 equipes.

### Júnior feminino individual 4,0 km
| Posição           | Atleta               | Tempo |
| ----------------- | -------------------- | ----- |
| Medalha de ouro   | Stephanie Twell      | 13:28 |
| Medalha de prata  | Charlotte Purdue     | 13:39 |
| Medalha de bronze | Lauren Howarth       | 13:55 |
| 4.                | Emily Pidgeon        | 14:00 |
| 5.                | Emma Pallant         | 14:05 |
| 6.                | Laura Park           | 14:08 |
| 7.                | Yekaterina Gorbunova | 14:12 |
| 8.                | Marina Gordeyeva     | 14:12 |

Total 81 competidores.

### Júnior feminino por equipes
| Posição           | Equipe                                                                                    | Pontos |
| ----------------- | ----------------------------------------------------------------------------------------- | ------ |
| Medalha de ouro   | Reino Unido · Stephanie Twell · Charlotte Purdue · Lauren Howarth · Emily Pidgeon         | 10     |
| Medalha de prata  | Ucrânia · Viktoriya Pohorelska · Myroslava Polishchuk · Olha Skrypak · Lyudmyla Kovalenko | 50     |
| Medalha de bronze | Rússia · Yekaterina Gorbunova · Marina Gordeyeva · Yelena Korobkina · Yelnara Latypova    | 62     |
| 4.                | Irlanda                                                                                   | 77     |
| 5.                | Alemanha                                                                                  | 89     |
| 6.                | Polónia                                                                                   | 150    |
| 7.                | França                                                                                    | 173    |
| 8.                | Turquia                                                                                   | 174    |

Total 11 equipes.

## Quadro de medalhas
| Ordem  | País          | Medalha de ouro | Medalha de prata | Medalha de bronze | Total |
| ------ | ------------- | --------------- | ---------------- | ----------------- | ----- |
| 1      | Reino Unido   | 4               | 5                | 3                 | 12    |
| 2      | França        | 2               | 1                | 3                 | 6     |
| 3      | Países Baixos | 2               | 0                | 0                 | 2     |
| 4      | Portugal      | 1               | 1                | 1                 | 3     |
| 5      | Itália        | 1               | 1                | 0                 | 2     |
| 5      | Ucrânia       | 1               | 1                | 0                 | 2     |
| 7      | Espanha       | 1               | 0                | 0                 | 1     |
| 8      | Noruega       | 0               | 2                | 0                 | 2     |
| 9      | Rússia        | 0               | 1                | 2                 | 3     |
| 10     | Alemanha      | 0               | 0                | 1                 | 1     |
| 10     | Suécia        | 0               | 0                | 1                 | 1     |
| 10     | Turquia       | 0               | 0                | 1                 | 1     |
| Totale | Totale        | 12              | 12               | 12                | 36    |